# Sör-Degerberget
Sör-Degerberget är ett naturreservat i Skellefteå kommun i Västerbottens län.
Området är naturskyddat sedan 2017 och är 154 hektar stort. Reservatet omfattar en brant östsluttning ner mot Reservatet består på sluttningen av gran- och tallskog. På toppen finns det hällmarker bevuxen med tall, flyttblock och klapperstensfält.